# Geronticus
Geronticus és un gènere d'ocells de la família Threskiornithidae.

## Llista d'espècies
Aquest gènere només inclou dues espècies d'ibis:
- Ibis calb (Geronticus calvus) (Boddaert, 1783)
- Ibis ermità (Geronticus eremita) (Linnaeus, 1758)